# Liste des préfets du Calvados

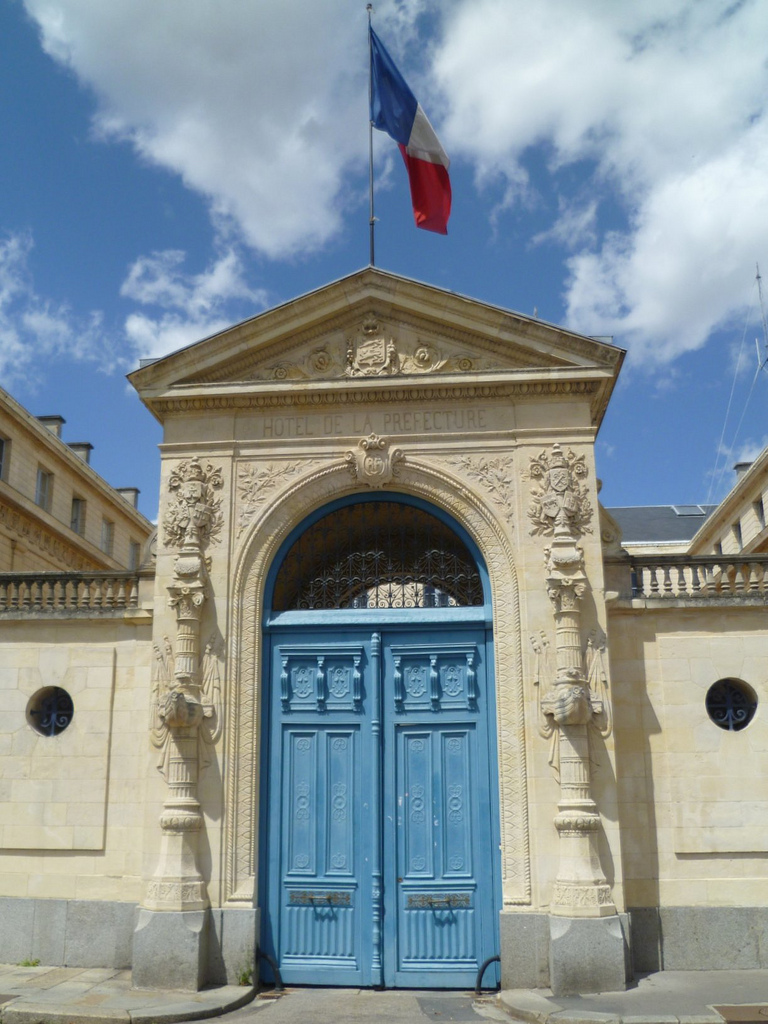
Portail de l'hôtel de préfecture du Calvados

Liste des préfets du Calvados depuis la création de la fonction en 1800 par le Premier Consul Napoléon Bonaparte jusqu'à aujourd'hui. En italique, les changements de régime pouvant avoir des conséquences sur le corps préfectoral en France ou dans le Calvados.

## Liste des préfets

### Consulat et Premier Empire (An VIII- 1815)
Liste des préfets napoléoniens (Consulat et Premier Empire  (An VIII-1815)
Loi du 28 pluviôse an VIII : création du corps préfectoral
- Jean Collet-Descotils, 11 ventôse an VIII
- Charles François Joseph Dugua 13 fructidor an VIII
- Charles Ambroise de Caffarelli du Falga, 11 brumaire an X

Constitution de l'an XII (18 mai 1804) : instauration du Premier Empire
- Alexandre Méchin, 12 février 1810

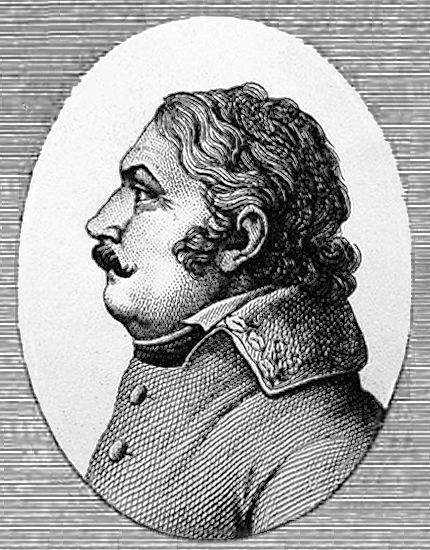
Charles Dugua (1740-1802)
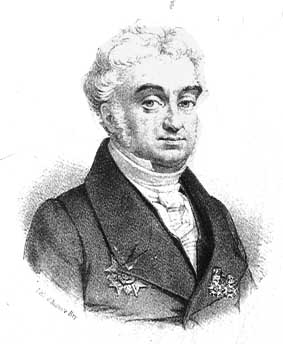
Alexandre Méchin (1772-1849)

### Seconde Restauration (1815-1830)
Liste des préfets de la Seconde Restauration (1815-1830)
6 avril 1814 : abdication de Napoléon, début de la Première Restauration
- Nicolas-Maximilien-Sidoine Séguier de Saint-Brisson, 3 novembre 1814

1er mars : retour de Napoléon en France, début des Cent-Jours
- Joseph Etienne Richard, Baron, 12 mars 1815
- Dominique-Vincent Ramel-Nogaret, 17 mai 1815

8 juillet 1815 : abdication de Napoléon, début de la Seconde Restauration
- Frédéric Christophe d'Houdetot, 12 juillet 1815 (démissionnaire le 31 octobre 1815)
- Ferdinand de Bertier de Sauvigny, 13 novembre 1815
- Casimir Guyon de Montlivault, 17 octobre 1816

### Monarchie de Juillet (1830-1848)
Liste des préfets de la monarchie de Juillet (1830-1848)
 2 août 1830 : abdication de Charles X, début de la monarchie de Juillet
- Louis, Ange, Guy Target, 5 août 1830
- Édouard Bocher, 6 janvier 1842

### Deuxième République (1848-1851)
Commissaires du Gouvernement provisoire de 1848 (1848-1851)
24 février 1848 : proclamation de la Deuxième République
- Auguste-Alphonse Marie, 26 février 1848
- Louis-François Bonnesœur, 26 février 1848
- Arsène Aumont, dit Aumont-Thiéville 1848
- Louis-Constant Lebarillier, 5 mars 1848
- Philippe Paris, 30 avril 1848
- Gustave-Constant-Félix Avril, 1er mai 1848
- Edmé Tiburce Morisot, 10 janvier 1849

### Second Empire (1851-1870)
Liste des préfets du Second Empire (1851-1870)
2 décembre 1851 : coup d'État de Louis-Napoléon Bonaparte
- Pierre-Alexandre Le Roy de Boisaumarié, 6 décembre 1851

2 décembre 1852 : proclamation du Second Empire
- Renaud, Olive Tonnet, 21 novembre 1853
- Augustin Pierre Marie Le Provost de Launay, 12 mars 1861
- Jean, Henri, Charles Gimet, 31 janvier 1870

### Troisième République (1870-1940)
Liste des préfets de la IIIe République (1870-1940)
4 septembre 1870 : proclamation de la République
- Achille, Félix Delorme, 10 septembre 1870
- Louis, Eugène, Joseph Ferrand, 20 mars 1871
- Léon, Hector, Louis, Baron dit Comte de Perthuis de Laillevault, 11 novembre 1874

Février et juillet 1875 : Lois constitutionnelles de 1875, proclamation définitive de la Troisième République
- Jean, Emile Laurent, 29 janvier 1878
- Gustave, Marie, Joseph Servois, 1er novembre 1878
- Honoré, Marie Henri Gravier, 13 novembre 1879
- Charles, Henri Monod, 17 novembre 1880
- Georges, Hilaire Rivaud, 28 novembre 1885
- Raguet, Comte de Briançon, 24 mai 1889
- Paul, Thimoléon, Edouard Vatin, 12 mai 1890
- Joseph, Fernand, Léon Bret, 8 novembre 1898
- Jean, Jacques, Georges Maringer, 5 septembre 1904
- Marie, Antoine, Gustave Chadenier, 10 septembre 1905
- Albert, Samson Hendlé, 23 janvier 1909 à février 1916 (congé pour raison de santé), puis 5 janvier à juin 1917
- Georges, Antoine, Guillaume Reboul, 24 février 1916 (intérimaire)
- Joseph Hélitas, 19 juin 1917
- Amédée Bussière, 15 mai 1930
- Henri, Léon Piton, 19 mai 1934
- Roger, Edouard Verlomme, 26 septembre 1936 (non installé)
- Alexandre, Benoît, Joseph Angeli, 26 septembre 1936
- Louis, Alexandre, Valère Peretti della Rocca, 19 octobre 1937

### Régime de Vichy sous l'Occupation (1940-1944)
Liste des préfets du Régime de Vichy sous l'Occupation (1940-1944)
10 mai 1940 : début de l'offensive allemande
- Henri, Joseph, Alphonse Graux, 15 mai 1940 (à titre temporaire)

10 juillet 1940 : Vote des pleins pouvoirs à Philippe Pétain, début du Régime de Vichy
- Michel Cacaud, 11 juillet 1942

### République du Gouvernement provisoire de la République française et de la Quatrième République (1944-1958)
Liste des préfets et commissaires de la République du GPRF et de la Quatrième République (1944-1958)
3 juin 1944 : proclamation du Gouvernement provisoire de la République française

9 juillet 1944 : libération partielle de Caen, siège de la Préfecture
- Pierre Daure, 10 juillet 1944
- Max Martin, 7 mai 1946

Constitution du 27 octobre 1946 :  instauration de la Quatrième République
- Alexandre Stirn, 23 décembre 1947
- Jean Tomasi, 1er juillet 1958

### Cinquième République (Depuis 1958)
Liste des préfets de la Ve République (Depuis 1958) 
1er juin 1958 : Charles de Gaulle, nommé président du Conseil
- Jean Tomasi, 1er juillet 1958

Constitution du 4 octobre 1958 :  instauration de la Cinquième République
| Période           | Période           | Identité          | Fonction précédente                                                    | Observation                                                                            |
| ----------------- | ----------------- | ----------------- | ---------------------------------------------------------------------- | -------------------------------------------------------------------------------------- |
| 25 avril 1962     | 2 mai 1966        | Raymond Jacquet   | Préfet de la Haute-Savoie                                              | En service détaché à la disposition du ministre d'État chargés des DOM-TOM             |
| 2 mai 1966        | 29 octobre 1971   | Gaston Pontal     | Préfet de l'Oise                                                       | Nommé préfet de la région Lorraine, préfet de la Moselle                               |
| 29 octobre 1971   | 14 juin 1973      | Francis Laborde   | Préfet de l'Allier                                                     | Nommé préfet hors cadre                                                                |
| 14 juin 1973      |                   | Philippe Mestre   |                                                                        |                                                                                        |
| 10 septembre 1976 | 27 avril 1978     | Jacques Delaunay  | Préfet du Gard                                                         | Nommé prefet de la region Champagne-Ardenne, préfet de la Marne                        |
| 27 avril 1978     |                   | Paul Feuilloley   |                                                                        |                                                                                        |
| 7 mai 1982        | 6 janvier 1983    | Alex Gobin        |                                                                        | Congé spécial                                                                          |
| 6 janvier 1983    | 8 mars 1985       | Yves Bentegeac    | Préfet de l'Aisne                                                      | Nommé préfet de la région Centre, préfet du Loiret                                     |
| 8 mars 1985       |                   | Michel Lhuillier  |                                                                        |                                                                                        |
| 9 avril 1986      | 25 novembre 1988  | Jean Amet         | Préfet de la région Franche-Comté, préfet du Doubs                     | Nommé conseiller maître à la cour des comptes                                          |
| 6 février 1989    | 21 février 1991   | Joël Thoraval     |                                                                        | Nommé directeur général de l'administration au ministère de l'intérieur                |
| 21 février 1991   | 24 juin 1993      | Michel Besse      | Préfet de Seine-et-Marne                                               | Nommé préfet de la région Bourgogne, préfet de la Côte-d’Or                            |
| 24 juin 1993      | 10 avril 1996     | Roger Gros        | Préfet de la Corse-du-Sud                                              | Nommé préfet hors cadre                                                                |
| 10 avril 1996     | 6 mai 1999        | Rémy Pautrat      | Préfet hors cadre                                                      | Nommé préfet de la région Nord-Pas-de-Calais, préfet du Nord                           |
| 6 mai 1999        | 14 septembre 2000 | Hubert Fournier   | Préfet du Var                                                          | Nommé préfet de la région Midi-Pyrénées, préfet de la Haute-Garonne                    |
| 9 octobre 2000    | 4 juillet 2002    | Francis Idrac     |                                                                        | Nommé préfet de la région Languedoc-Roussillon, préfet de l'Hérault                    |
| 4 juillet 2002    | 9 juillet 2004    | Didier Cultiaux   | Préfet de la région Auvergne, préfet du Puy-de-Dôme                    | Nommé conseiller maître en service extraordinaire à la Cour des comptes                |
| 9 juillet 2004    |                   | Cyrille Schott    | Préfet du Pas-de-Calais                                                |                                                                                        |
| 16 juillet 2007   | 16 juillet 2008   | Michel Bart       |                                                                        | Nommé préfet hors cadre                                                                |
| 28 juillet 2008   |                   | Christian Leyrit  | Préfet de la Corse-du-Sud                                              | Nommé vice-président du Conseil général de l'environnement et du développement durable |
| 24 juin 2010      | 30 juillet 2012   | Didier Lallement  |                                                                        | Nommé secrétaire général du ministère de l'intérieur et haut fonctionnaire de défense  |
| 1er août 2012     | 12 juin 2014      | Michel Lalande    | Préfet de La Réunion                                                   | Nommé secrétaire général du ministère de l'intérieur et haut fonctionnaire de défense  |
| 12 juin 2014      | 31 décembre 2015  | Jean Charbonniaud | Membre du Conseil supérieur de l'administration territoriale de l'Etat | Nommé conseiller du Gouvernement                                                       |

1er janvier 2016 : création de la région Normandie ; le préfet du Calvados n'est plus préfet de la région Basse-Normandie
| Période          | Période        | Identité         | Fonction précédente                                                                   | Observation                                                                    |
| ---------------- | -------------- | ---------------- | ------------------------------------------------------------------------------------- | ------------------------------------------------------------------------------ |
| 1er janvier 2016 | 5 janvier 2020 | Laurent Fiscus   | Secrétaire général pour les affaires régionales d'Ile-de-France                       | Nommé directeur de l'Agence nationale de traitement automatisé des infractions |
| 6 janvier 2020   | 25 mars 2022   | Philippe Court   | directeur de cabinet de Jacqueline Gourault, ministre de la Cohésion des territoires, | Nommé préfet du Val-d'Oise                                                     |
| 27 avril 2022    | 21 août 2023   | Thierry Mosimann | Préfet des Côtes-d'Armor                                                              |                                                                                |
| 21 août 2023     |                | Stéphane Bredin  | Préfet de l'Indre                                                                     |                                                                                |